# Gong Li
Gong Li (en chino, 鞏俐; Shenyang, Liaoning, 31 de diciembre de 1965) es una actriz de cine china. Obtuvo el reconocimiento internacional por sus colaboraciones frecuentes con el director chino Zhang Yimou y ganó la Copa Volpi en el Festival de Cine de Venecia en la categoría de mejor actriz por su desempeño en la película de 1992 Qiu Ju, una mujer china. Es reconocida como una de las celebridades responsables de la popularidad del cine chino en Europa y Norteamérica, y la mayor actriz china de hoy. En 2006 fue votada como la mujer más hermosa de China.
Desde muy joven quiso ser actriz, y en la escuela destacó en el canto y la danza, hasta el punto de llegar a excluir otras materias. A pesar de ser suspendida en los exámenes en dos ocasiones, fue aceptada en la Escuela Central de Arte Dramático de Pekín, donde se graduó. Era aún estudiante cuando el director Zhang Yimou la escogió en 1987 para el papel protagonista en su primera película como director, Sorgo rojo, con la que obtuvo el Oso de Oro en el Festival de Cine de Berlín.
Gong ha ganado numerosos premios por su desempeño como actriz; ganó el Premio del Círculo de Críticos de Cine de Nueva York en la categoría de mejor actriz de reparto por su trabajo en el filme Adiós a mi concubina (1993) y el Premio del Consejo Nacional de Crítica de Cine en la misma categoría por Memorias de una geisha (2005). Ha ganado además dos premios Golden Rooster, un premio Hundred Flowers y un trofeo en el Festival de Cannes. Además de las mencionadas, Li ha aparecido en otras producciones cinematográficas notables como Ju Dou (1990), La linterna roja (1991), 2046 (2004), Miami Vice (2006), Hannibal Rising (2007) y Mulan (2020).

## Primeros años
Gong Li nació en Shenyang, Liaoning, China, la menor entre cinco hermanos. Sus padres eran docentes. Creció en Jinan, capital de Shandong.
En 1985 fue aceptada en la Escuela Central de Arte Dramático en Pekín, graduándose en 1989. Mientras cursaba estudios en dicha escuela, fue descubierta por el entonces novato director Zhang Yimou, quien la escogió para representar el papel protagónico de su primera película, el drama Sorgo rojo.

## Carrera

### 1990–1999
Tras su debut en el cine en 1987 con Sorgo rojo, Gong inició una exitosa asociación con el director Zhang Yimou, apareciendo en varias de sus películas durante la década de 1990 y logrando el reconocimiento crítico a nivel nacional e internacional. Protagonizó el filme Ju Dou en 1990 y en 1991 obtuvo el reconocimiento internacional por su participación en el largometraje nominado al Óscar La linterna roja (1991). Obtuvo el premio en la categoría de mejor actriz en el Festival Internacional de Cine de Venecia por su desempeño en Qiu Ju, una mujer china (1992). Estos papeles ayudaron a cimentar su reputación como una destacada actriz. De acuerdo con la publicación Asiaweek, es "una de las estrellas de cine más glamorosas del mundo y un elegante regreso a la era dorada de Hollywood".
En muchas de sus primeras películas, Gong representa a una víctima trágica y maltratada (física o emocionalmente), tratando de liberarse de un laberinto de corrupción, violencia y represión. En La linterna roja y La joya de Shanghai (1995) un elemento trágico adicional se agrega a su ser, ya que involuntariamente se convierte en el verdugo de nuevas víctimas inocentes, haciéndole darse cuenta de que ha sido cómplice de un sistema corrupto.
En 1993 Premio del Círculo de Críticos de Cine de Nueva York en la categoría de mejor actriz de reparto por su actuación en Adiós a mi concubina (1993). Dirigida por Chen Kaige, la película fue su primer papel importante sin Zhang Yimou como director. El mismo año fue galardonada en la edición 43 del Festival Internacional de Cine de Berlín. La revista Premiere ubicó su actuación en Adiós a mi concubina en la posición n.º 89 entre las mejores actuaciones de la historia del cine. A comienzos de la década de 1990 colaboró también con el director Stephen Chow en las películas de comedia God of Gamblers III: Back to Shanghai (1991) y Flirting Scholar (1993).
Inmune a las repercusiones políticas debido a su popularidad, Gong Li se convirtió en una fuerte detractora de la política de censura en China. Sus películas Adiós a mi concubina y Qiu Ju, una mujer china fueron prohibidas inicialmente en China por su contenido crítico a las políticas del gobierno chino. Debido al contenido sexual de Ju Dou, la censura china consideró que la película era "una mala influencia para la salud física y espiritual de los jóvenes".
En junio de 1998, Gong Li fue premiada con la Orden de las Artes y las Letras. Dos años después ofició como presidenta del jurado en el Festival Internacional de Cine de Berlín en su quincuagésima edición.

### 2000–2009

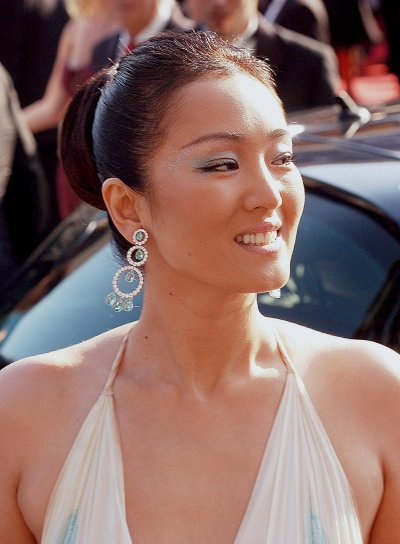
Gong Li en el Festival de Cine de Cannes, 2007.

Gong ganó su segundo trofeo internacional como mejor actriz por su interpretación de una disfuncional madre soltera en Breaking the Silence (2000) en el Festival de Cine de Montreal. Fue invitada a participar en el Festival de Cine de Venecia en 2002.
A comienzos de la década de 2000, Gong protagonizó dos películas del director Wong Kar-wai, 2046 y Eros (ambas de 2004). Asistió al Festival de Cannes ese año, donde fue galardonada con el trofeo del festival por sus contribuciones a la industria cinematográfica.
Pese a su popularidad en occidente, Gong evitó participar en producciones de Hollywood durante varios años, debido principalmente a su falta de confianza al momento de hablar inglés. Hizo su debut en una película de habla inglesa en 2005 cuando interpretó el papel de Hatsumomo en el filme Memorias de una geisha. Su desempeño en la película fue alabado por la crítica especializada. Otras películas de habla inglesa en las que ha participado incluyen Miami Vice en 2006 y Hannibal Rising en 2007. Esta última película hace parte de la saga cinematográfica basada en el asesino serial Hannibal Lecter, personaje creado por el escritor Thomas Harris. En Hannibal Rising, Gong interpreta el papel de Lady Murasaki, uno de los primeros intereses amorosos de Lecter. Trabajó de nuevo con Zhang Yimou en el filme La maldición de la flor dorada (2006). La revista Time se refirió a su desempeño en la cinta como la "actuación del año". 

### 2011–presente
En 2010 Gong protagonizó la cinta de suspenso Shanghai interpretando a una espía que se hace pasar por la esposa de un jefe de la tríada (interpretado por Chow Yun-fat). Para prepararse para el papel recurrió a documentales y fotografías sobre la Segunda Guerra Mundial y tomó clases de baile tres veces por semana para asegurar una representación precisa del personaje. Durante una rueda de prensa para la película afirmó que se estaba volviendo más selectiva con los proyectos en idioma chino que se le ofrecían.
En 2014 fue nombrada presidenta del jurado en la edición n.º 17 del Festival Internacional de Cine de Shanghái. Ese mismo año se reunió con Zhang Yimou para rodar la película Coming Home, cuya historia se desarrolla durante el estallido de la Revolución cultural china. Esta película fue la primera colaboración entre Gong y Yimou desde 2006.
En 2016 interpretó su primer papel de acción en la cinta The Monkey King 2, interpretando a una guerrera mitológica.
En 2018 fue seleccionada en el reparto de la película dramática de Lou Ye Saturday Fiction, donde interpreta a una actriz que opera de manera encubierta, recopilando inteligencia para los Aliados. Ese año integró el reparto de la nueva versión de la popular película de Disney Mulan, que fue estrenada en el año 2020.

## Vida personal

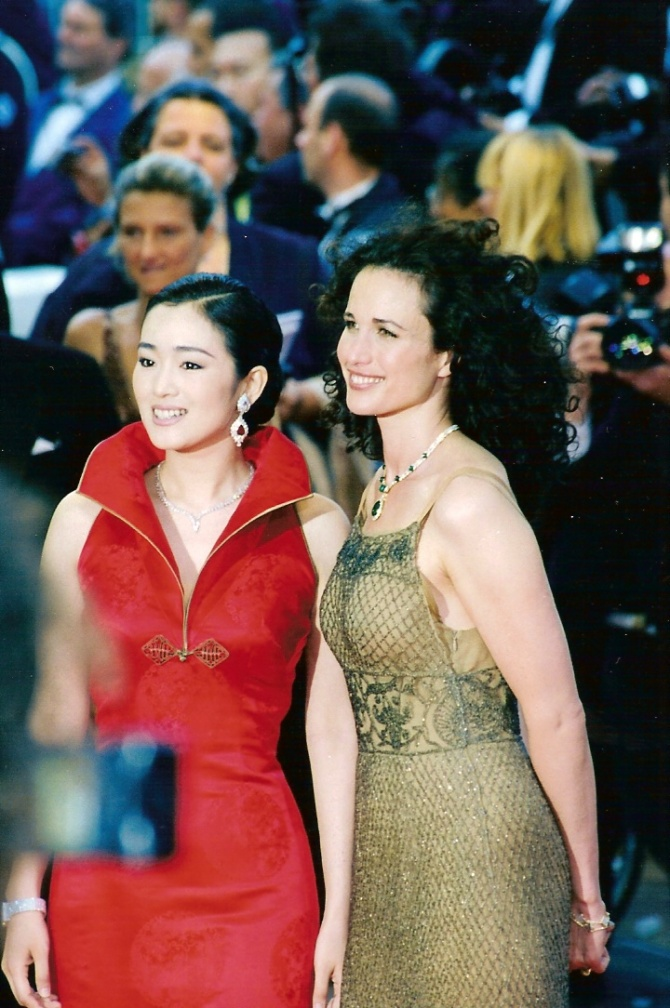
Gong Li (izquierda) y la actriz Andie MacDowell en el Festival de Cannes, 1998.

Su relación profesional y personal con el director Zhang Yimou ha sido altamente publicitada. La pareja colaboró en seis películas entre 1987 y 1995, antes de terminar su relación. Se reunieron nuevamente en 2006 para grabar la película La maldición de la flor dorada y en 2014 para Coming Home. En noviembre de 1996, Gong se casó con el magnate del tabaco de Singapur Ooi Hoe Seong en Hong Kong. El 28 de junio de 2010 su agente confirmó que Gong Li y su esposo se habían divorciado. En 2017 empezó a salir con el músico francés Jean-Michel Jarre.
Gong fue nominada como Embajadora de Buena Voluntad de la Organización de las Naciones Unidas para la Alimentación y la Agricultura
el 16 de octubre de 2000.
En 2006 fue votada como la mujer más hermosa de China.
Gong aplicó para obtener la ciudadanía de Singapur en 2008. Sus obligaciones profesionales en el extranjero le impidieron presentarse en la ceremonia de ciudadanía, por lo que fue duramente criticada por no darle prioridad a este asunto. El sábado 8 de noviembre de 2008, Gong, en un esfuerzo por enmendarse, asistió a una ceremonia de ciudadanía celebrada en el Club Comunitario de Teck Ghee.

## Filmografía
| Año  | Título                                                   | Rol                            | Dirección                    |
| ---- | -------------------------------------------------------- | ------------------------------ | ---------------------------- |
| 1987 | Sorgo rojo 红高粱                                        | Jiu'er                         | Zhang Yimou                  |
| 1989 | The Empress Dowager 西太后                               | Guilian                        | Li Han Hsiang                |
| 1989 | Codename Cougar 代号美洲豹                               | Ah Li                          | Yang Fengliang / Zhang Yimou |
| 1989 | A Terracotta Warrior 秦俑                                | Winter / Lili Chu              | Tony Ching                   |
| 1990 | Ju Dou 菊豆                                              | Ju Dou                         | Zhang Yimou                  |
| 1991 | God of Gamblers II: Back to Shanghai 賭俠2之上海灘賭聖   | Yu-San / Yu-Mong               | Wong Jing                    |
| 1991 | La linterna roja 大红灯笼高高挂                          | Songlian                       | Zhang Yimou                  |
| 1991 | The Banquet 豪門夜宴                                     | Gong Li / Mesera cena          | Alfred Cheung et al.         |
| 1992 | Qiu Ju, una mujer china 秋菊打官司                       | Qiu Ju                         | Zhang Yimou                  |
| 1992 | Mary from Beijing 夢醒時分                               | Mary                           | Sylvia Chang                 |
| 1993 | Adiós a mi concubina 霸王别姬                            | Juxian                         | Chen Kaige                   |
| 1993 | Flirting Scholar 唐伯虎點秋香                            | Chou Heung                     | Lee Lik-Chi                  |
| 1994 | The Dragon Chronicles – The Maidens 新天龍八部之天山童姥 | Mo Han-wen                     | Andy Wing-Keung Chin         |
| 1994 | A Soul Haunted by Painting 画魂                          | Pan Yuliang                    | Huang Shuqin / Zhang Yimou   |
| 1994 | ¡Vivir! 活着                                             | Xu Jiazhen                     | Zhang Yimou                  |
| 1994 | The Great Conqueror's Concubine 西楚霸王                 | Emperatriz Lü Zhi              | Stephen Shin / Wei Handao    |
| 1995 | La joya de Shanghai 摇啊摇，摇到外婆桥                   | Xiao Jingbao                   | Zhang Yimou                  |
| 1996 | Luna Tentadora 风月                                      | Pang Ruyi                      | Chen Kaige                   |
| 1997 | La caja china 中國匣子                                   | Vivian                         | Wayne Wang                   |
| 1998 | El emperador y el asesino 荆柯刺秦王                     | Lady Zhao                      | Chen Kaige                   |
| 2000 | Breaking the Silence 漂亮妈妈                            | Sun Liying                     | Sun Zhou                     |
| 2000 | Iron Army                                                |                                | Xing LI                      |
| 2002 | El tren de Zhou Yu 周渔的火车                            | Zhou Yu                        | Sun Zhou                     |
| 2004 | 2046                                                     | Su Li-zhen                     | Wong Kar-wai                 |
| 2004 | Eros 爱神                                                | Miss Hua (en el corto La Mano) | Wong Kar-wai (La Mano)       |
| 2005 | Memorias de una geisha 艺伎回忆录                        | Hatsumomo                      | Rob Marshall                 |
| 2006 | Miami Vice 迈阿密风暴                                    | Isabella                       | Michael Mann                 |
| 2006 | La maldición de la flor dorada 满城尽带黄金甲            | Emperatriz Phoenix             | Zhang Yimou                  |
| 2007 | Hannibal, el origen del mal 沉默的羔羊前传之揭开罪幕     | Lady Murasaki Shikibu Lecter   | Peter Webber                 |
| 2010 | Shanghai 諜海風雲                                        | Anna Lan-Ting                  | Mikael Håfström              |
| 2011 | What Women Want 我知女人心                               | Li Yilong                      | Nancy Meyers                 |
| 2014 | Coming Home 归来                                         | Feng Waynu                     | Zhang Yimou                  |
| 2016 | The Monkey King 2 西遊記之孫悟空三打白骨精               | Baigujing                      | Cheang Pou-soi               |
| 2019 | Saturday Fiction 兰心大剧院                              | Yu Jin                         | Lou Ye                       |
| 2020 | Leap夺冠                                                 | Lang Ping                      | Peter Ho-Sun Chan            |
| 2020 | Mulan 花木兰                                             | Xian Lang                      | Niki Caro                    |

## Premios y nominaciones
| Año  | Premio                               | Categoría                       | Obra nominada                  | Resultado |
| ---- | ------------------------------------ | ------------------------------- | ------------------------------ | --------- |
| 1989 | Hundred Flowers                      | Mejor actriz de reparto         | Codename Cougar                | Ganadora  |
| 1990 | Hong Kong Film Award                 | Mejor actriz                    | A Terracotta Warrior           | Nominada  |
| 1991 | Hundred Flowers                      | Mejor actriz                    | La linterna roja               | Ganadora  |
| 1992 | Copa Volpi                           | Mejor actriz                    | Qiu Ju, una mujer china        | Ganadora  |
| 1993 | Golden Rooster                       | Mejor actriz                    | Qiu Ju, una mujer china        | Ganadora  |
| 1993 | Golden Phoenix                       | Premio de la sociedad           | Qiu Ju, una mujer china        | Ganadora  |
| 1993 | Círculo de Críticos de Nueva York    | Mejor actriz de reparto         | Adiós a mi concubina           | Ganadora  |
| 1993 | Festival de Cine de Berlín           | Berlindale Camera               |                                | Ganadora  |
| 1996 | Hong Kong Film Award                 | Mejor actriz                    | Temptress Moon                 | Nominada  |
| 1998 | Orden de las Artes y las Letras      | Orden de las Artes y las Letras |                                | Ganadora  |
| 2000 | Golden Rooster                       | Mejor actriz                    | Breaking the Silence           | Ganadora  |
| 2000 | Festival de Cine de Montreal         | Mejor actriz                    | Breaking the Silence           | Ganadora  |
| 2000 | Hundred Flowers                      | Mejor actriz                    | Breaking the Silence           | Ganadora  |
| 2001 | Shanghái Film Critics                | Mejor actriz                    | Breaking the Silence           | Ganadora  |
| 2001 | Golden Phoenix                       | Premio de la sociedad           | Breaking the Silence           | Ganadora  |
| 2003 | Beijing College Student              | Actriz más popular              | Zhou Yu's Train                | Ganadora  |
| 2004 | Festival de Cannes                   | Trofeo del festival             |                                | Ganadora  |
| 2005 | Consejo Nacional de Críticos         | Mejor actriz de reparto         | Memorias de una geisha         | Ganadora  |
| 2005 | Satellite                            | Mejor actriz de reparto         | Memorias de una geisha         | Nominada  |
| 2007 | Hong Kong Film Award                 | Mejor actriz                    | La maldición de la flor dorada | Ganadora  |
| 2007 | Hong Kong Film Critics Society Award | Mejor actriz                    | La maldición de la flor dorada | Ganadora  |
| 2007 | Asian Film                           | Mejor actriz                    | La maldición de la flor dorada | Nominada  |
| 2014 | Shanghái Film Critics                | Mejor actriz                    | Coming Home                    | Ganadora  |
| 2014 | Golden Deer                          | Mejor actriz                    | Coming Home                    | Nominada  |
| 2014 | Golden Horse                         | Mejor actriz                    | Coming Home                    | Nominada  |
| 2015 | Asian Film                           | Mejor actriz                    | Coming Home                    | Nominada  |
| 2015 | China Film Directors' Guild          | Mejor actriz                    | Coming Home                    | Ganadora  |
| 2015 | Chinese Film Media                   | Mejor actriz                    | Coming Home                    | Nominada  |
| 2015 | Huabiao                              | Actriz sobresaliente            | Coming Home                    | Ganadora  |

### Jurado
- 1997 - 50.º Festival de Cine de Cannes
- 2000 - 50.º Festival de Cine de Berlín
- 2002 - 59.º Festival de Cine de Venecia
- 2003 - 16.º Festival Internacional de Cine de Tokio
- 2014 - 17.º Festival Internacional de Cine de Shanghái